# Top Star (balón)
Top Star (Súper Estrella, en inglés) fue el balón de fútbol oficial usado durante la Copa Mundial de 1958 realizada en Suecia. Fue fabricado por la compañía local Sydsvenska Läder & Remfabriks, ubicada en la ciudad de Ängelholm en la provincia de Escania. Su diseño constaba de 24 paneles rectangulares de cuero con dos formas, impresión negra y costuras entrelazadas en zigzag para que tuviesen menos tensión, contando con las versiones amarillo y blanco. Es relacionado con el brasileño Pelé y el francés Just Fontaine.

## Historia
En noviembre de 1957 la Federación Internacional de Fútbol Asociación (FIFA) anunció que todos los productores de pelotas en el mundo podían participar en la selección para ser el proveedor de la Copa Mundial, los cuales debían enviar un modelo libre de cualquier marca junto con un sello con el nombre del productor y el comité recibió 102. En la oficina de la Asociación Sueca de Fútbol en el municipio de Solna en la capital Estocolmo, el notario Bengt Steuch las numeró y registró los sobres. El 8 de febrero de 1958 cuatro miembros de la FIFA se reunieron por la mañana en la oficina y discutieron sobre estas. Después del almuerzo había diez finalistas y en dos horas decidieron que la número 55 era la elegida por tener 24 segmentos, lo que fue firmado por el inglés Stanley Rous.
La empresa la envió a todos los estadios del evento, donde cada equipo consiguió 30 unidades cuando arribaron y algunos pudieron comprar adicionales, como lo hizo Brasil. Todavía eran libres de marcas y sellos. El 29 de junio la compañía la bautizó. La original quedó en una sala de reuniones en el Estadio Råsunda de Estocolmo, que albergó la final, cuando fueron blancos y un ejemplar fue llevado a la oficina de la Confederación Brasileña de Fútbol en Río de Janeiro, ya que después del partido el masajista Mario Americo se la sacó al árbitro galo Maurice Guigue, corrió al vestuario y la escondió allí. Fue empleada también en muchos partidos durante la edición siguiente de 1962 en Chile, donde sirvió como la de reserva.
| Predecesor: Swiss World Champion | Balón oficial de la Copa Mundial de Fútbol Top Star Suecia 1958 | Sucesor: Crack |